# Roue ultime
La roue ultime est un monocycle sans selle et sans fourche. Elle est constituée d’une roue pleine, à rayon ou à bâton. Les pédales sont solidaires du moyeu fixe. L’équilibre est assuré par la différence de pression sur les pédales.

## Présentation
La roue ultime se présente sous la forme d'une simple roue (qui définit l'objet comme un monocycle) muni de deux pédales. Il s'agit donc de la forme la plus simple du monocycle sans selle et aucun cadre.